# Landreva
Landreva is een geslacht van rechtvleugeligen uit de familie krekels (Gryllidae). De wetenschappelijke naam van dit geslacht is voor het eerst geldig gepubliceerd in 1869 door Francis Walker.

## Soorten
Het geslacht Landreva omvat de volgende soorten:
- Landreva angustifrons Chopard, 1936
- Landreva clara Walker, 1869
- Landreva ebneri Chopard, 1969
- Landreva erromanga Otte, 2007
- Landreva hemiptera Bolívar, 1900
- Landreva indica Vasanth, 1993
- Landreva kuveni Fernando, 1964
- Landreva rica Otte, 2006
- Landreva semialata Chopard, 1928
- Landreva subaptera Chopard, 1925
- Landreva talus Fernando, 1964
- Landreva zola Fernando, 1964